# جيليان موري
جيليان موري (بالإنجليزية: Jillian Murray)‏ هي ممثلة أمريكية، ولدت في 4 يونيو 1984 بريدينغ في الولايات المتحدة.

## وصلات خارجية
- جيليان موري على موقع IMDb (الإنجليزية)
- جيليان موري على موقع قاعدة بيانات الفيلم (الإنجليزية)